# Othée
Othée (en néerlandais : Elch, en wallon :  Ôtêye) est une section de la commune belge d'Awans, située en Wallonie dans la province de Liège.
C'était une commune à part entière avant la fusion des communes de 1977.

## Géographie

### Lieux-dits du village
Si vous avez l'occasion de vous rendre au village d'Othée, vous remarquerez que son passé a laissé diverses traces sous forme de lieux-dits.
Voici une liste des principaux quartiers du village :
- Mi-la-Ville : L'actuelle place du Monument et la Rue Henri Crahay ;
- Au Puits du Mont : Rue Lambert Macours, au lieu-dit de « la Vierge » ;
- Rue des Chiens : Actuelle rue Jacquet ;
- Quartier du Tram : Rue Englebert Lescrenier ;
- Froidmont : Regroupait le bas du village (rue Maurice Duchêne, rue d'Heur) ;
- Al Savatte : Actuelle rue de la Savate ;
- Hagoir : Regroupait les alentours de la ferme de Hagoir (rue Joseph Lescrenier, rue de Tongres) ;
- Les rues Néfielt, Paul Streel, et Robert (partie neuve) sont les anciens terrains du château d'Othée, là où notamment se situe son ancien moulin.

## Démographie
- Sources:INS, Rem:1831 jusqu'en 1970=recensements, 1976= nombre d'habitants au 31 décembre

## Historique
Le tumulus d'Othée est situé sur la route des Clochers, le long d'un chemin de remembrement (5° 27' 34" E et 50° 43' 24" N). Il est repris sur la liste du patrimoine exceptionnel de la Région wallonne.
Le village d'Othée (au Moyen Âge : Helta) fut le théâtre d'une bataille entre l'Élu de Liège Jean III de Bavière et les Métiers liégeois au cours de laquelle ceux-ci furent écrasés le 23 septembre 1408. Un monument, sis rue Maurice Duchêne, y est consacré. On peut y lire : « A la glorieuse mémoire des combattants liégeois morts à la bataille d'Othée 23-09-1408 pour la sauvegarde du droit et des libertés ».

## Patrimoine et culture

### Culture

#### Royale Harmonie «Les Fanfares d'Othée»
Créée en 1873, la société, comptant une cinquantaine de membres, est encore très active. Elle se produit régulièrement à Othée mais également à l'extérieur. (Liège, Bruxelles, Aywaille, Herstal…) Elle est classée en Division d'Excellence aux auditions de la Fédération Musicale de la Province de Liège, et reconnue par les « Tournées Art & Vie » de la Communauté française.

## Galerie

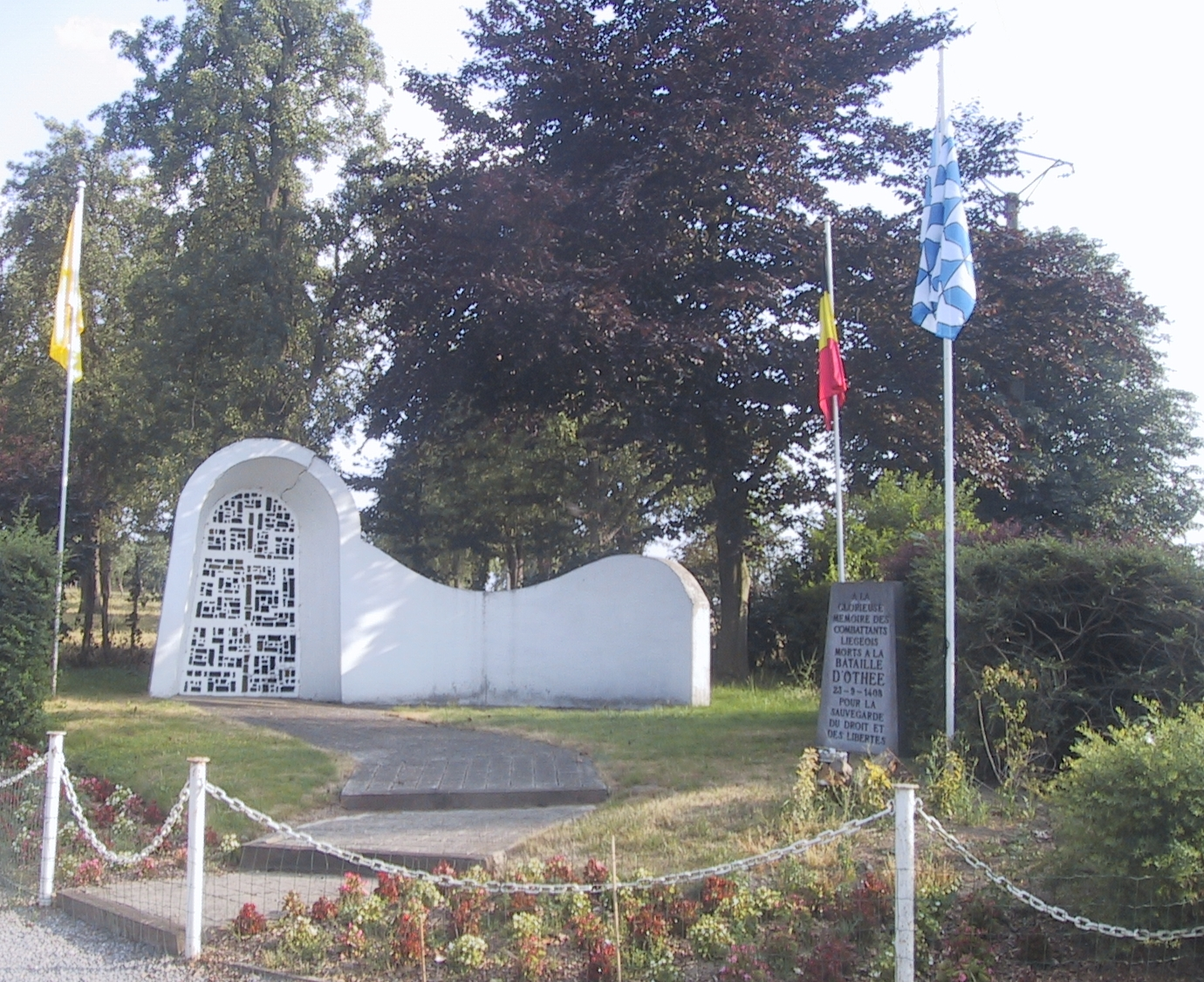
Monument de la bataille d'Othée.
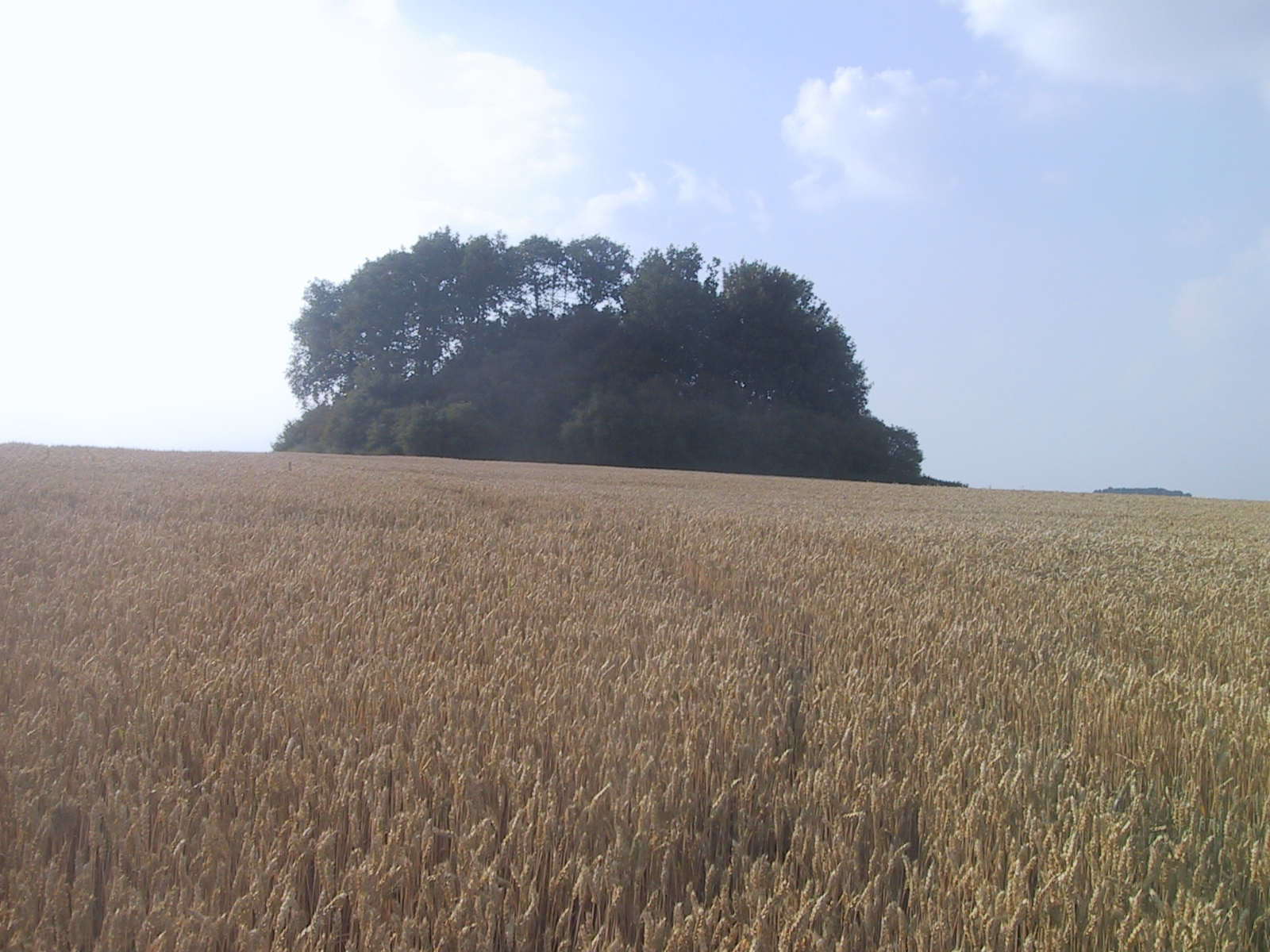
Tumulus d'Othée.
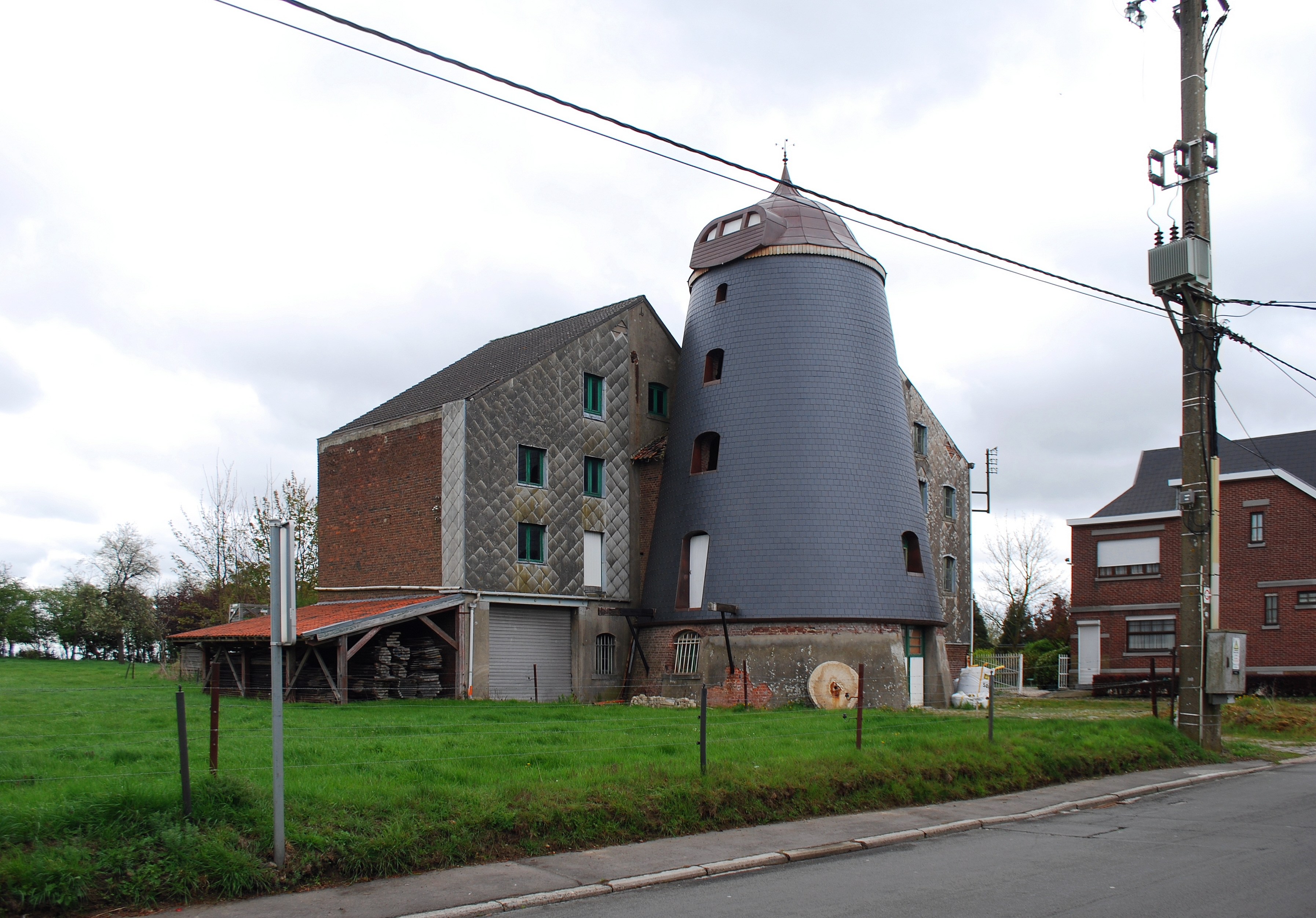
Moulin d'Othée.
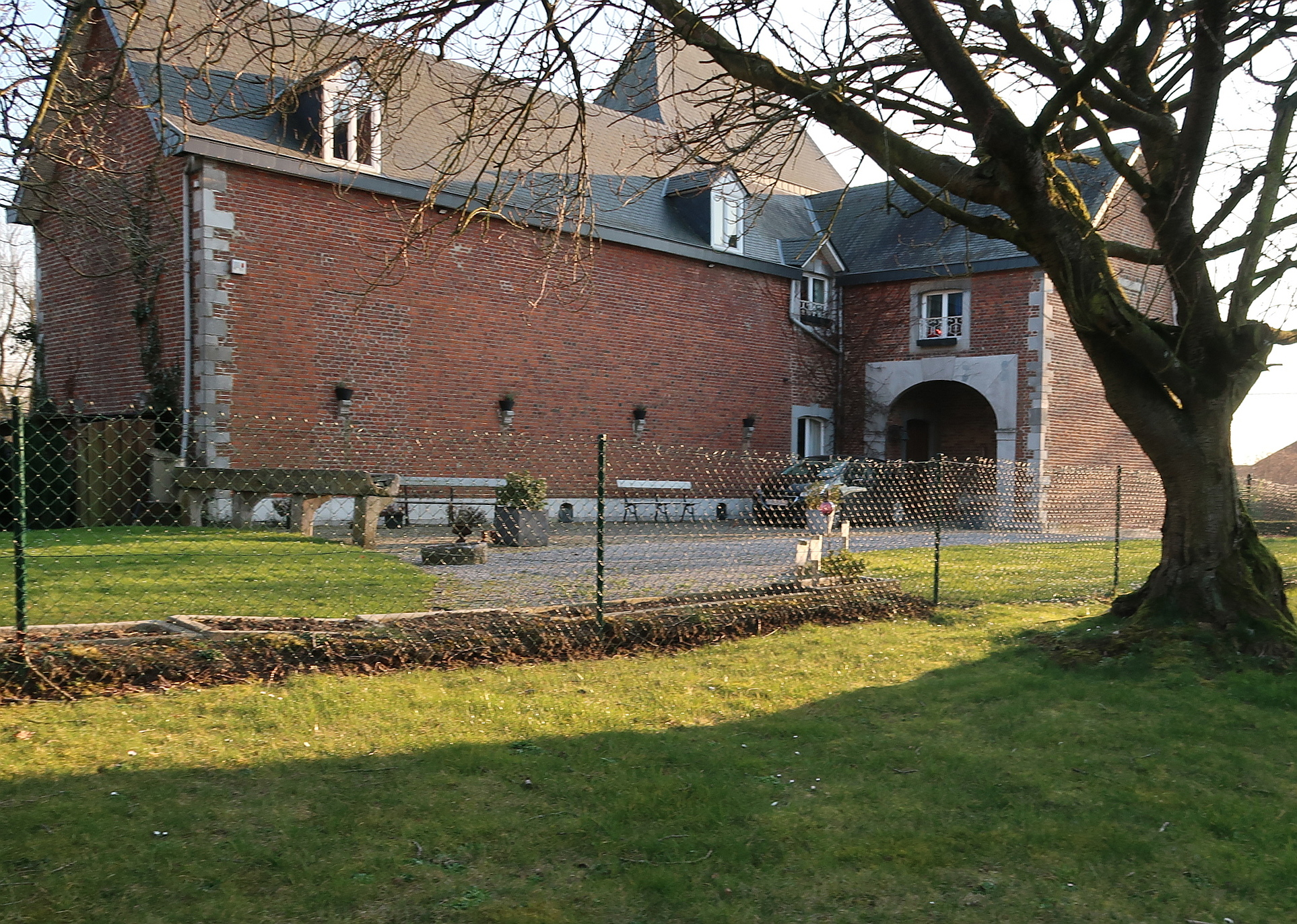
Château d'Othée.
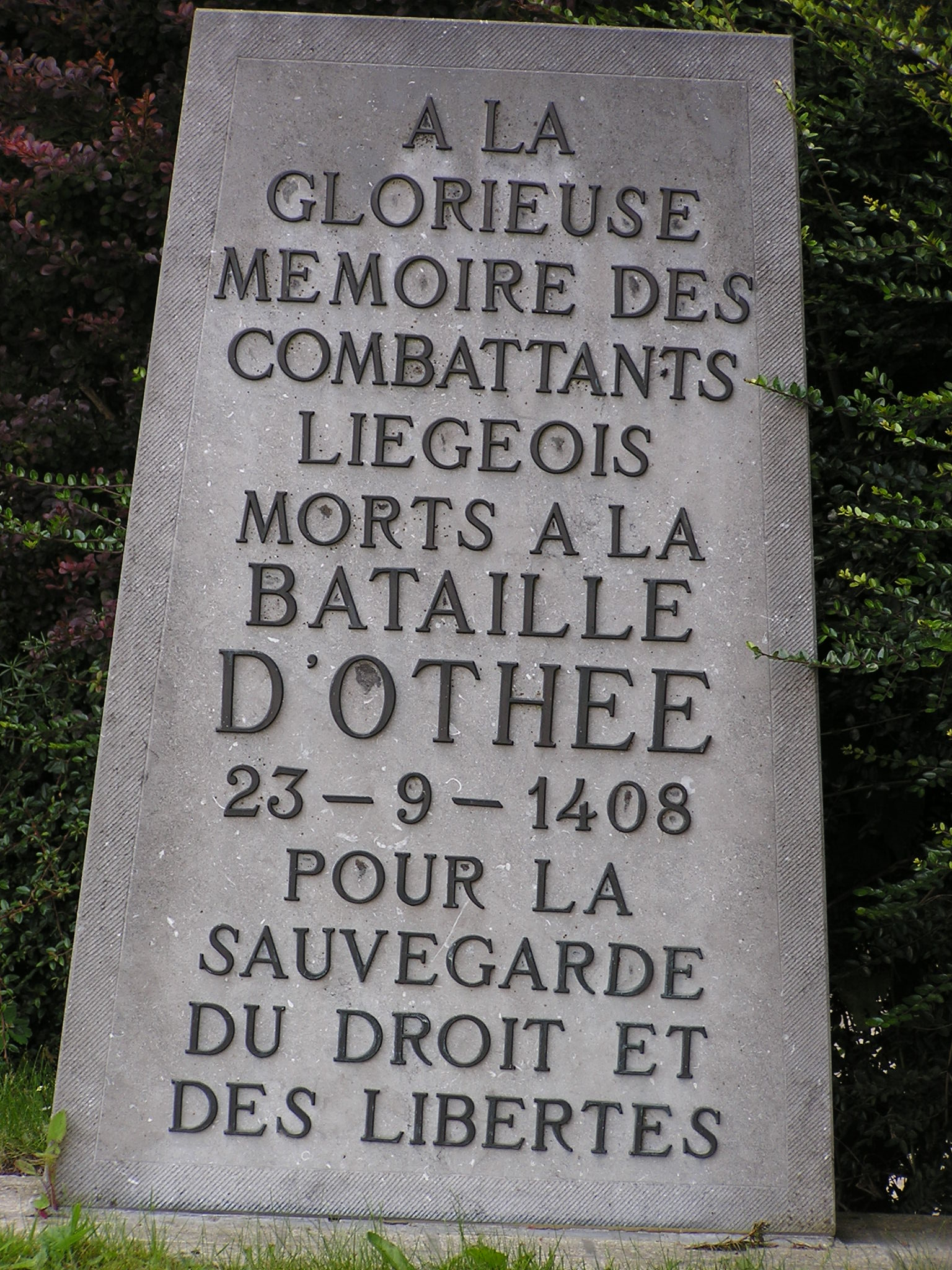
Stèle commémorative de la bataille d'Othée.

## Résidents célèbres d'Othée
- Léon Pety de Thozée (Liège 1841 - Othée 1912), ancien gouverneur de la province de Namur et de la province de Liège.
- Nicolas Cloes (Othée 1899 - Liège 1976), peintre naïf.